# 國家古蹟中心
48°31′N 2°13′E / 48.51°N 2.21°E
國家古蹟中心（法語： 簡稱：CMN），是一個法國文化部轄下公施設法人，負責保護、修復、管理、營運和觀光旅遊，屬於法國國家財產的歷史建築和遺址。國家古蹟中心將近100座古蹟，著名的如：凱旋門、巴黎聖母院、海軍府、亞眠主教座堂等等，除了例行的養護維運以外，CMN還有一個附屬的出版單位：遺產出版（法語：Éditions du patrimoine），透過各類出版品，例如：圖鑑、書籍、觀光指南等等，促進和提升一般民眾對於歷史古蹟的理解。

## 歷史沿革
國家古蹟中心並不是一開始的組織名稱，各個年代的階段任務也不一樣：
- 1914年7月10日，立法設立「國家歷史和史前古蹟基金」，目的是為收購等待分類的歷史古蹟（Monument historique）或建築物，並為此類古蹟或建築物的修復和維護工作提供資金。

- 1930年5月2日，修法將這個公共機構，再更名為「國家歷史、史前和自然古蹟和遺址基金」。該次立法的精神，是追溯1913年12月31日之前，能夠針對歷史古蹟的追認、定義和收購。

- 1965年6月30日，國家頒布法令第65-515和65-516號，賦予該機構新的地位和新名稱，改為：「國家歷史古蹟和遺址基金」(CNMHS)。

- 最近的一次修法，是2000年4月21日的第2000-357號法令，設立國家古蹟中心來代替該基金。

國家古蹟中心的核心組織是董事會，目前的董事長於2012年起真除，由菲利普·貝拉瓦爾（法語：Philippe Bélaval）擔任。

## 職務執掌

### 文化推廣
國家古蹟中心的核心工作，就是要展示這些歷史古蹟和文化遺產，盡可能讓更多民眾來參觀，而且還要將具導覽的內容的品質，國家古蹟中心每年舉辦將近200場的各種活動，促進國家古蹟落實在文化生活當中，還有促進觀光旅遊的發展，並且和地方政府的文化部門、觀光部門，做橫向的溝通及協助。

### 資產管理
自2007年以來，國家古蹟中心負責保護、修復和維護，旗下認列的古蹟營運。
國家古蹟中心擁有1,500名的工作人員，每年的預算約1.2億歐元，另外也有自償款來自於票務、租金、商業交流和出版品，補助款則由法國文化部撥款提供。國家古蹟中心旗下的各個歷史古蹟單位的總和，大概可以帶來每年約850萬人次的觀光客。

### 出版品
國家古蹟中心的出版品單位遺產出版（法語：Éditions du patrimoine）是公部門出版商，透過這個單位的各類出版品，包含：出版遊客指南、精美的書籍（攝影作品和普及作品）、建築師或建築物的專著、理論、技術或科普書籍、兒童書籍、視障或聽力障礙者的書籍，讓更多讀者可以更加瞭解歷史古蹟之美。

#### 定期刊物
- 歷史古蹟（法語：Monuments historiques）（1936 年至 1996 年）
- 雄偉（自1992年12月迄今）。

## 國家古蹟藝廊

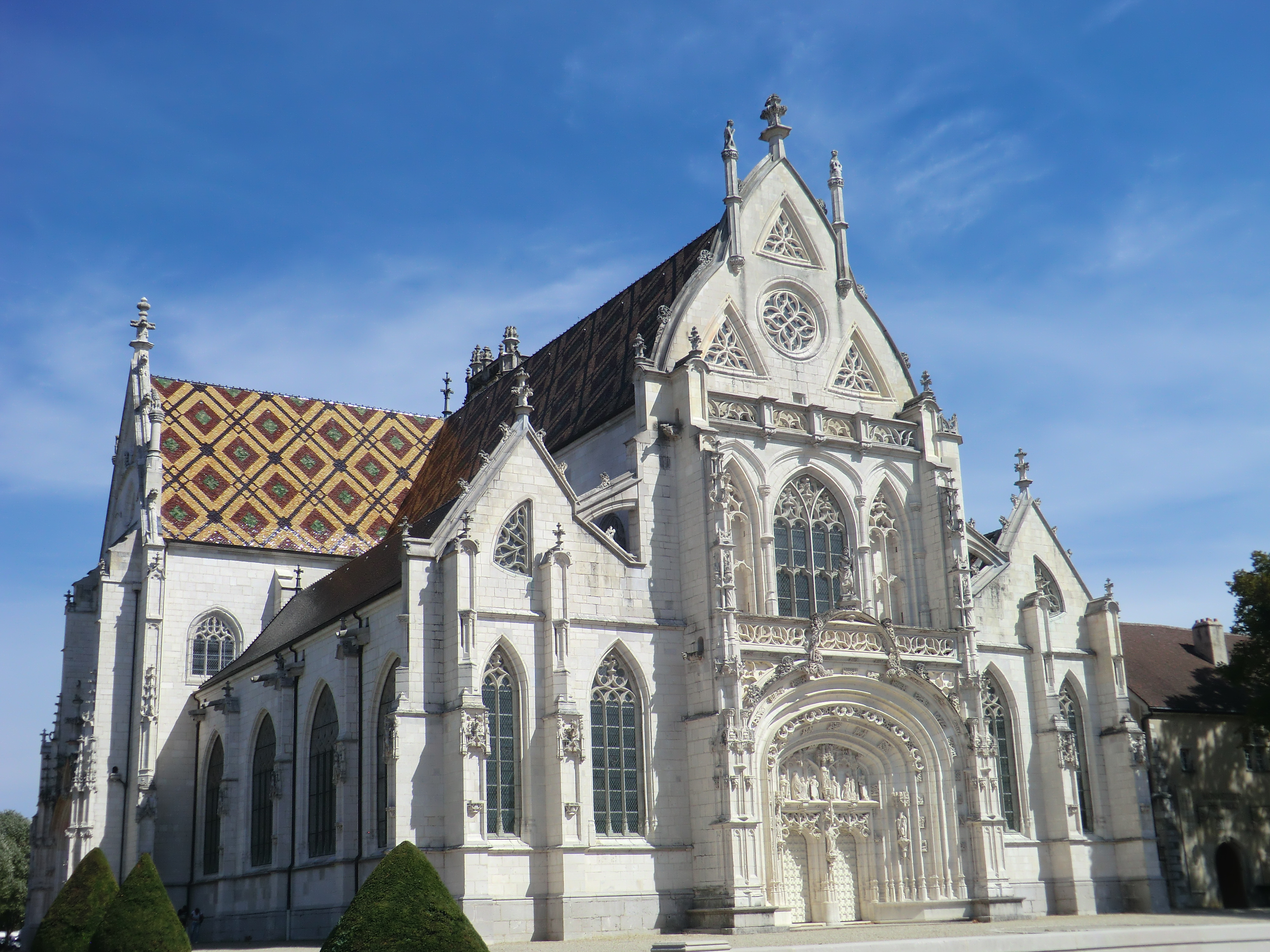
布魯皇家修道院
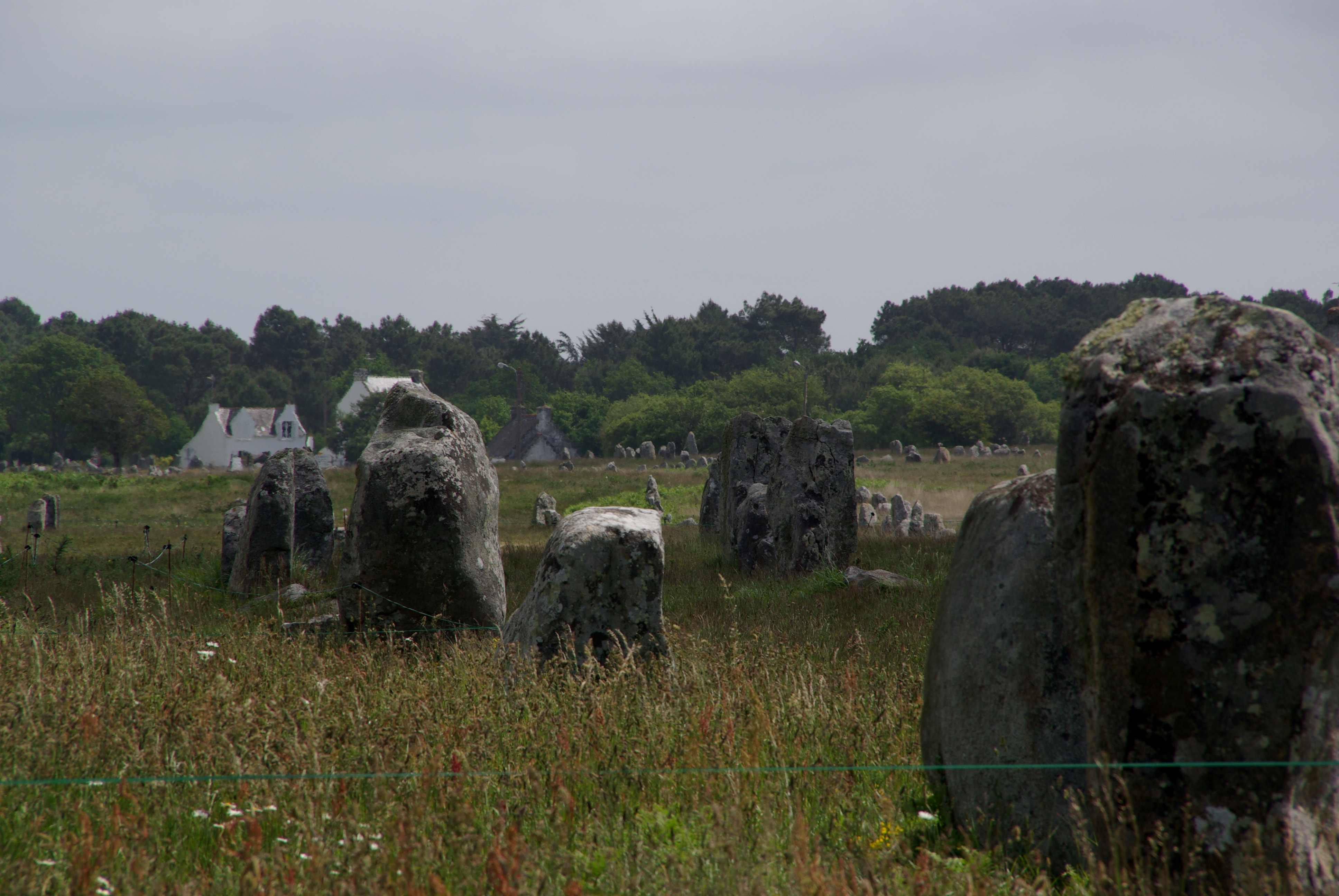
卡納克巨石林
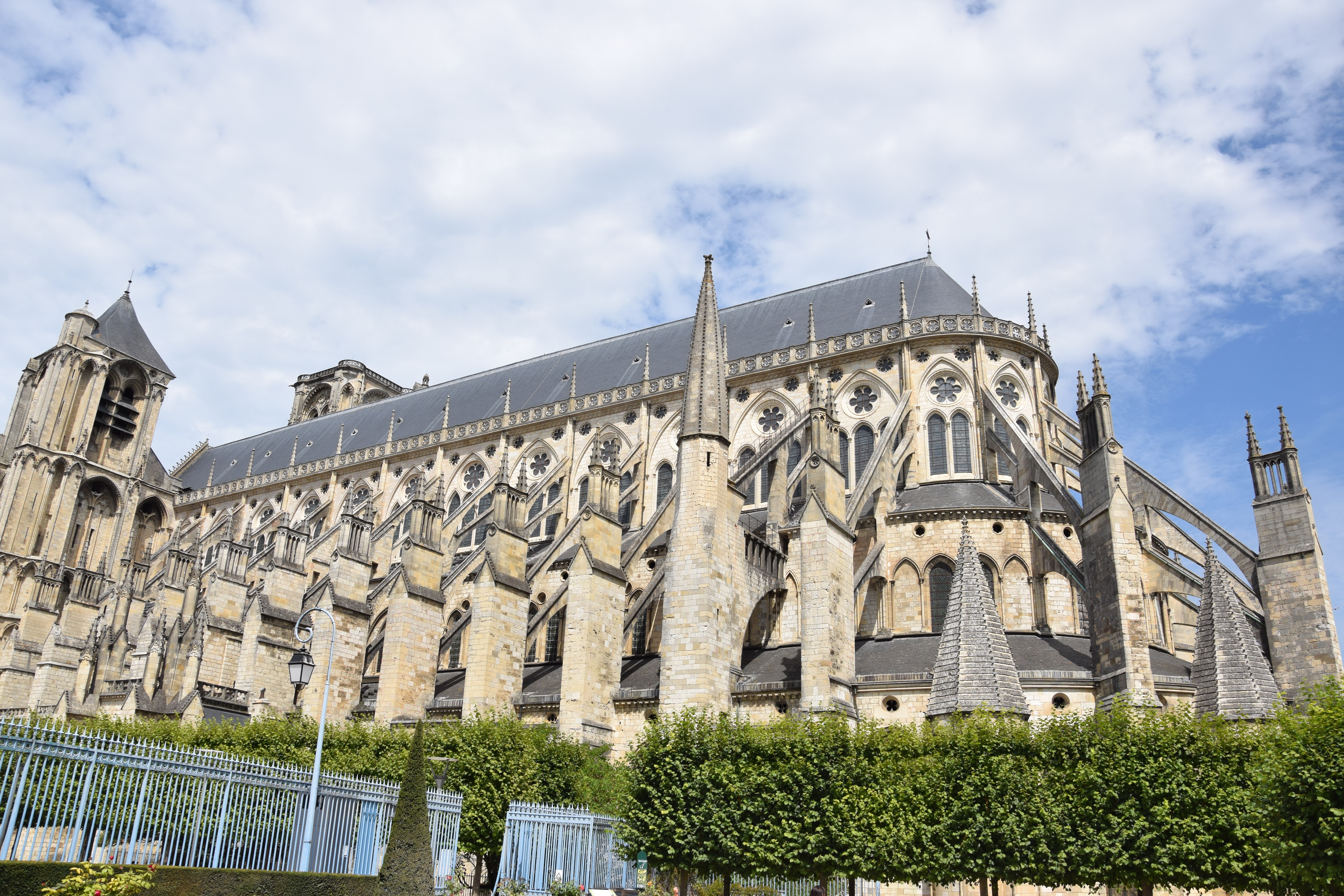
布爾日主教座堂
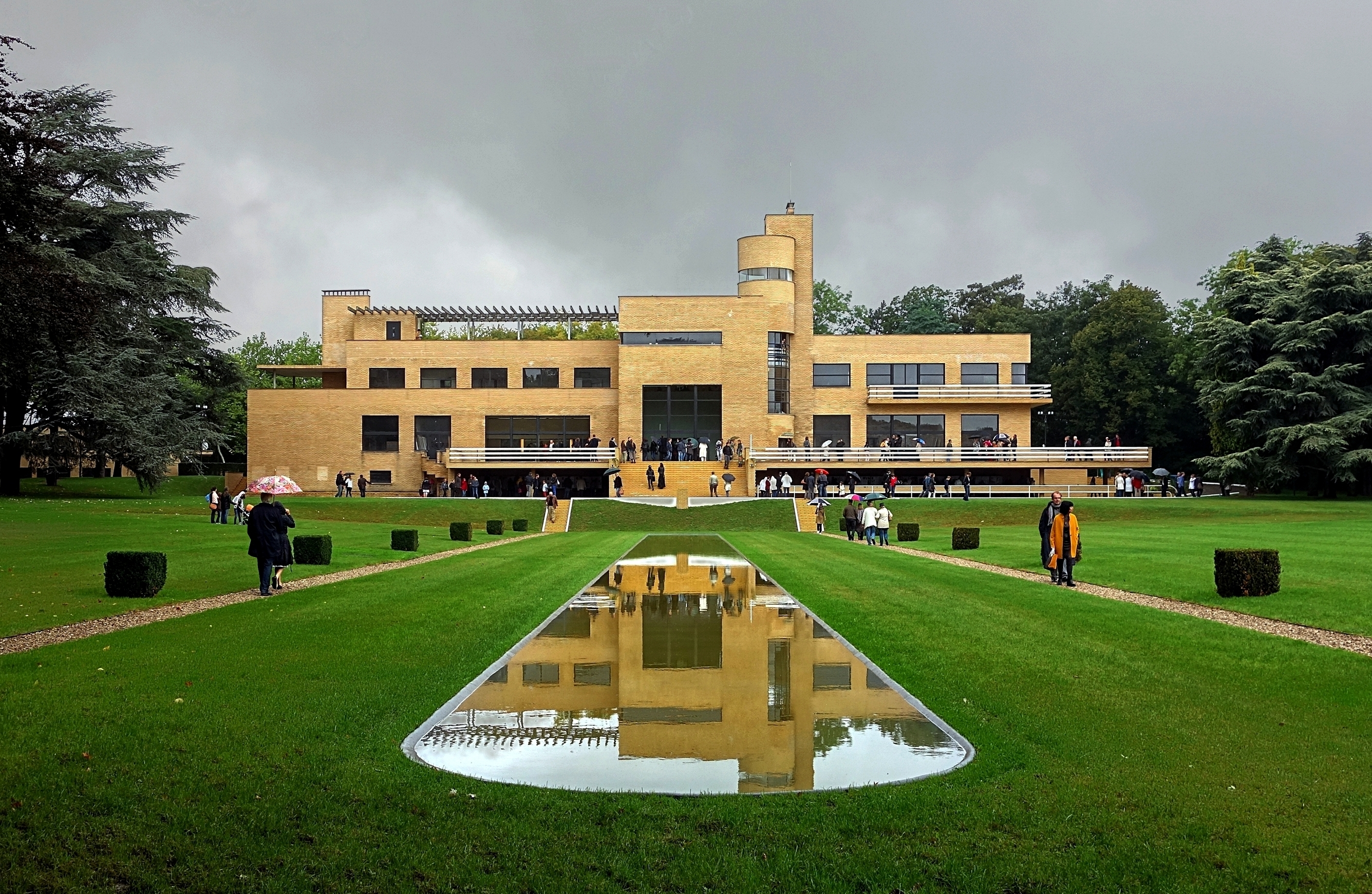
卡夫魯瓦別墅
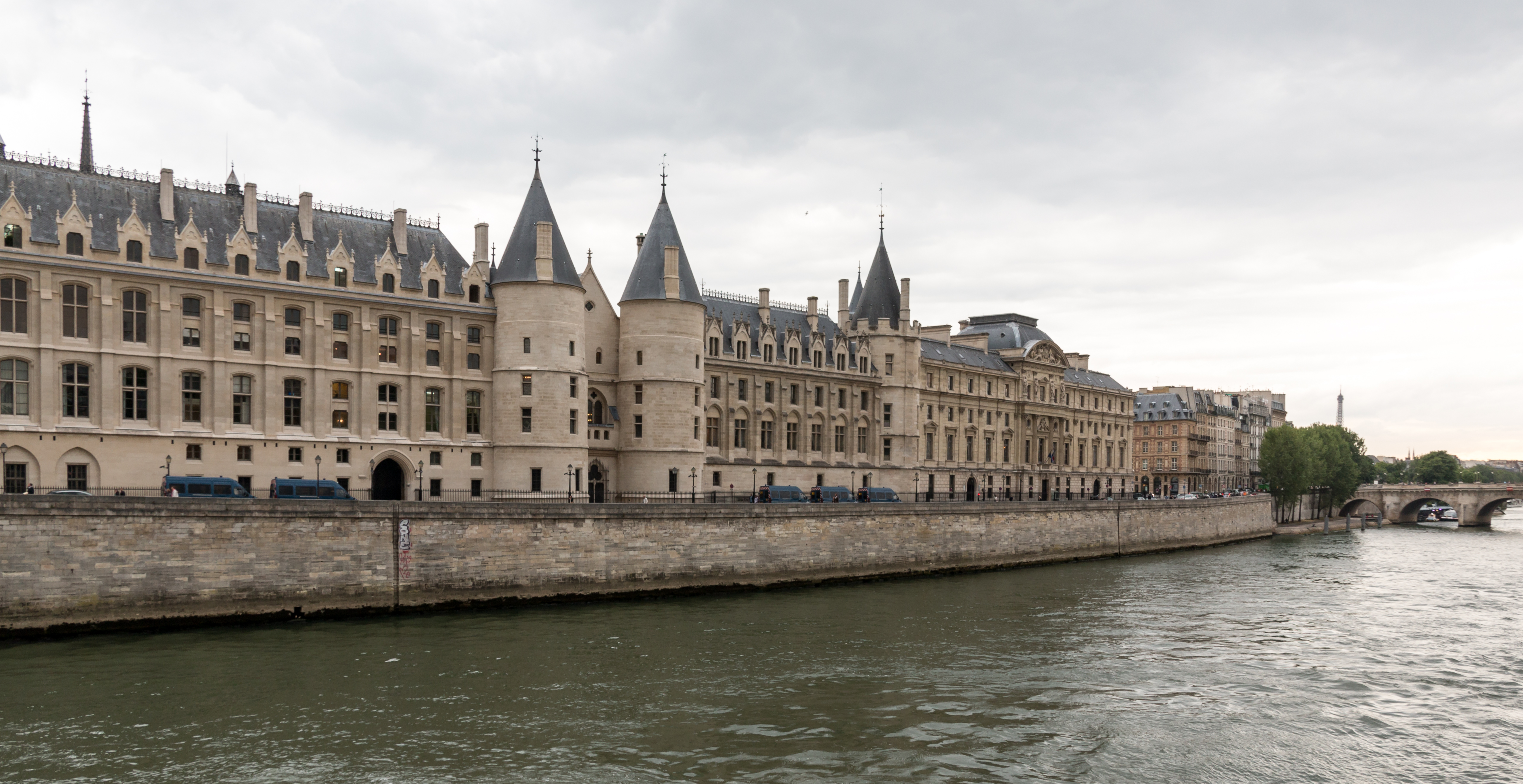
城島宮
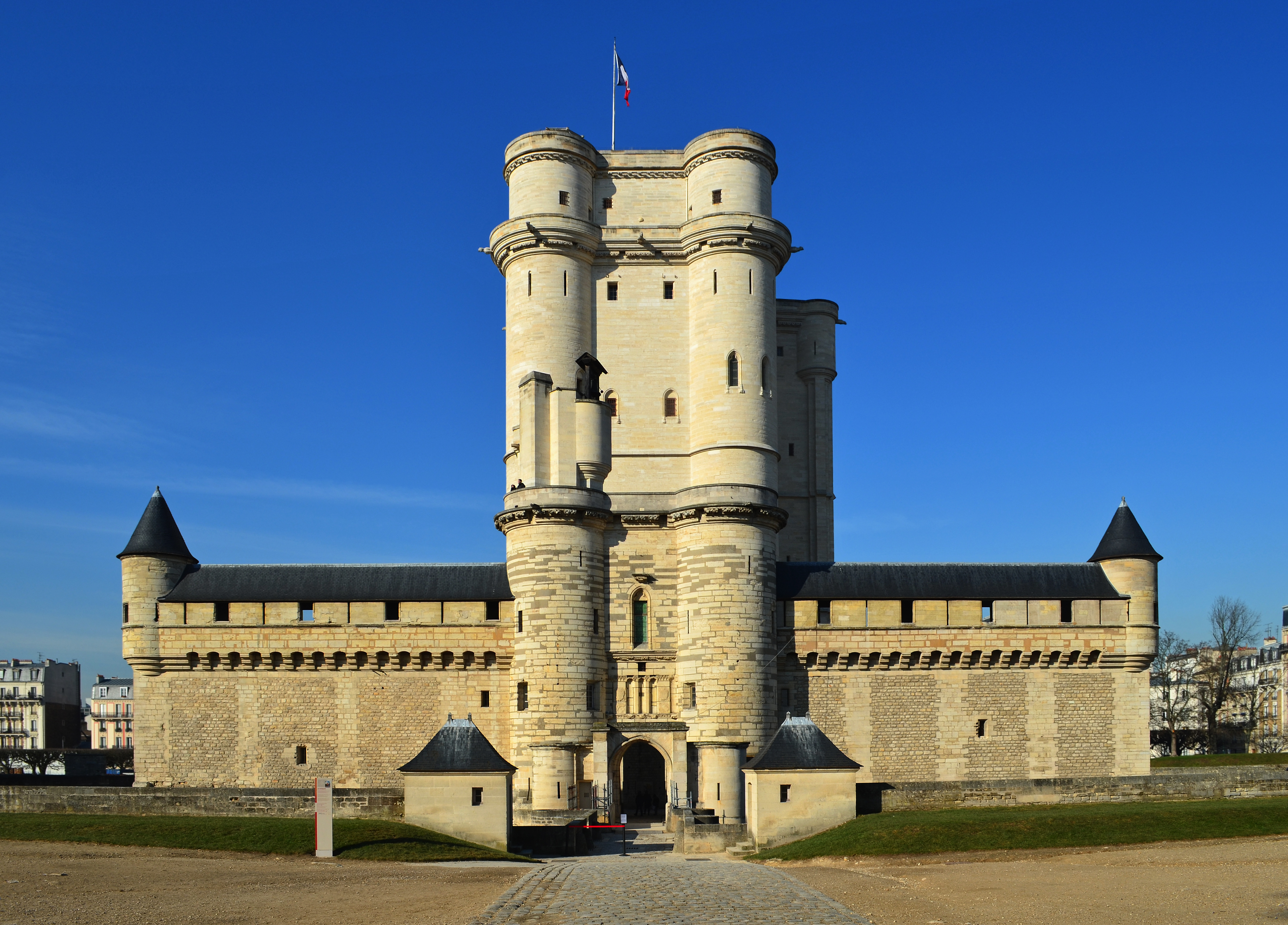
文森城堡

## 國家古蹟列表

### 奧弗涅-隆-阿爾卑斯大區
- 歐爾特里布城堡（法語：Château d'Aulteribe）
- 沙雷伊桑特拉城堡（法語：Château de Chareil-Cintrat）
- 朗布龍新城城堡（法語：Château de Villeneuve-Lembron）
- 勒皮主教座堂（法語：Cathédrale Notre-Dame du Puy-en-Velay）
- 費內-伏爾泰城堡（法語：Château de Voltaire à Ferney-Voltaire）
- 布魯皇家修道院（法語：Monastère royal de Brou）

### 勃艮第-法蘭琪-康堤大區
- 克呂尼修道院（法語：Abbaye de Cluny）
- 比西-拉比坦城堡（法語：Château de Bussy-Rabutin）
- 貝桑松天文鐘（法語：Horloge astronomique de Besançon）
- 貝尔澤城修道士教堂（法語：Chapelle des moines de Berzé-la-Ville）

### 布列塔尼大區
- 卡納克巨石林（法語：Alignements de Carnac）
- 凱恩德巴訥內茲（法語：Cairn de Barnenez）** 埃內斯特·勒南博物館（法語：Musée Ernest-Renan）
- 洛克马里亚凯尔（法語：Locmariaquer）
- 中央-羅亞爾河谷大區
- 阿宰勒里多城堡（法語：Château d'Azay-le-Rideau）
- 布日城堡（法語：Château de Bouges）
- 沙托丹城堡（法語：Château de Châteaudun）
- 比耶夫爾河畔富熱爾城堡（法語：Château de Fougères-sur-Bièvre）
- 塔爾西城堡（法語：Château de Talcy）
- 普沙雷特回廊（法語：Cloître de la Psalette）
- 喬治桑莊園（法語：Domaine de George Sand）
- 雅克·柯爾宮（法語：Palais Jacques-Cœur）
- 布爾日主教座堂（法語：Cathédrale Saint-Étienne de Bourges）
- 沙特尔主教座堂（法語：Cathédrale Notre-Dame de Chartres）

### 大東部大區
- 拉莫特蒂伊城堡（法語：Château de La Motte-Tilly）
- 塔烏宮（法語：Palais du Tau）
- 漢斯主教座堂（法語：Cathédrale Notre-Dame de Reims）

### 上法蘭西大區
- 維米爾大軍縱隊紀念碑（法語：Colonne de la Grande Armée）
- 卡夫魯瓦別墅（法語：Villa Cavrois）
- 庫西城堡（法語：Château de Coucy）
- 皮耶楓城堡（法語：Château de Pierrefonds）
- 亞眠主教座堂（法語：Cathédrale Notre-Dame d'Amiens）
- 维莱科特雷城堡（法語：Château de Villers-Cotterêts）

### 法蘭西島
- 聖但尼聖殿（法語：Basilique Saint-Denis）
- 馬恩河畔尚城堡（法語：Château de Champs-sur-Marne）
- 迈松拉菲特城堡（法語：Château de Maisons-Laffitte）
- 朗布依埃城堡（法語：Château de Rambouillet）
- 文森城堡（法語：Château de Vincennes）
- 聖克盧國域公園（法語：Domaine national de Saint-Cloud）
- 朗布依埃（法語：Rambouillet）
- 雅爾迪之家（法語：Maison des Jardies）
- 薩伏伊別墅（法語：Villa Savoye）
- 若西尼（法語：Jossigny）

### 巴黎
- 巴黎凱旋門（法語：Arc de triomphe de l'Étoile）
- 贖罪禮拜堂（法語：Chapelle expiatoire）
- 城島宮（法語：Palais de la Cité）
- 巴黎皇家宮殿（法語：Palais-Royal）
- 旭麗府邸（法語：Hôtel de Sully）
- 地勢地圖博物館（法語：Musée des Plans-reliefs）
- 先賢祠（法語：Panthéon (Paris)）[4]
- 聖禮拜堂（法語：Sainte-Chapelle）
- 巴黎聖母院（法語：Cathédrale Notre-Dame de Paris）
- 海軍府（法語：Hôtel de la Marine）
- 七月紀念柱（法語：Colonne de Juillet）

### 諾曼第大區
- 聖米歇爾山修道院（法語：Abbaye du Mont-Saint-Michel）
- 卡魯日城堡（法語：Château de Carrouges）
- 貝克聖母修道院（法語：Abbaye Notre-Dame du Bec）

### 新亞奎丹大區
- 大拉索沃修道院（法語：Abbaye de La Sauve-Majeure）
- 卡迪亞克城堡（法語：Château de Cadillac）
- 皮吉耶姆城堡（法語：Château de Puyguilhem (Villars)）
- 對非對洞（法語：Grotte de Pair-non-Pair）
- 韋澤爾谷（法語：Sites préhistoriques et grottes ornées de la vallée de la Vézère）
- 蒙卡雷聖皮埃爾埃斯利安教堂（法語：Église Saint-Pierre-ès-Liens de Montcaret）
- 蒙特卡雷特的高盧羅馬別墅（法語：Villa gallo-romaine de Montcaret）
- 佩貝爾朗塔（法語：Tour Pey-Berland）
- 沙魯聖救主修道院（法語：Abbaye Saint-Sauveur de Charroux）
- 瓦龍城堡（法語：Château d'Oiron）
- 桑赛
- 四軍士之塔（法語：Tour de la Lanterne）
- 聖尼古拉斯塔（法語：Tour Saint-Nicolas）
- 鎖鏈塔（法語：Tour de la Chaîne）

### 奧克西塔尼大區
- 卡爾卡松城堡（法語：Cité de Carcassonne）
- 聖安德肋城堡（法語：Fort Saint-André (Villeneuve-lès-Avignon)）
- 薩爾斯堡壘（法語：Forteresse de Salses）
- 昂塞呂訥遺址（法語：Oppidum d'Ensérune）
- 艾格莫爾特城牆（法語：Remparts d'Aigues-Mortes）
- 貝洛克修道院（法語：Abbaye de Beaulieu-en-Rouergue）
- 阿西耶城堡（法語：Château d'Assier）
- 卡斯泰爾諾-布勒特努城堡（法語：Château de Castelnau-Bretenoux）
- 格拉蒙城堡（法語：Château de Gramont）
- 蒙塔勒城堡（法語：Château de Montal）
- 拉薩勒高盧羅馬別墅（法語：Villa gallo-romaine de Lassalles）
- 蒙莫蘭洞穴（法語：Grottes de Montmaurin）

### 羅亞爾河地區大區
- 昂熱城堡（法語：Château d'Angers）
- 喬治·克萊蒙梭家族博物館（法語：Maison de Georges Clemenceau）

### 普羅旺斯-阿爾卑斯-蔚藍海岸大區
- 蒙馬儒修道院（法語：Abbaye de Montmajour）
- 托羅內修道院（法語：Abbaye du Thoronet）
- 伊夫城堡（法語：Château d'If）
- 塔拉斯孔城堡（法語：Château de Tarascon）
- 弗雷瑞斯聖萊昂斯大教堂（法語：Cathédrale Saint-Léonce de Fréjus）
- 索爾日修道院（法語：Monastère de Saorge）
- 蒙多凡（法語：Mont-Dauphin）
- 格拉努姆遺址（法語：Glanum）
- 阿爾卑斯勝利紀念碑（法語：Trophée des Alpes）
- 布雷岡松堡（法語：Fort de Brégançon）
- 薩德家族（法語：Famille de Sade）
- 凱里洛斯別墅（法語：Villa Kérylos）

## 相關連結
- 法國文化部
- 國家古蹟中心官方網站 （页面存档备份，存于）